# وزلی مورائس
وزلی مورائس (پرتغالی: Wesley Moraes؛ زادهٔ ۲۶ نوامبر ۱۹۹۶) بازیکن فوتبال اهل برزیل است که در پست مهاجم برای باشگاه فوتبال استون ویلا در لیگ برتر فوتبال انگلستان بازی می‌کند.
از باشگاه‌هایی که وی در آن بازی کرده‌است می‌توان به باشگاه فوتبال کلوب بروخه و باشگاه ورزشی آ اس ترنچین اشاره کرد.